# Catignano
Catignano (Catignènë in dialetto locale) è un comune italiano di 1 228 abitanti della provincia di Pescara in Abruzzo.

## Storia
Il più antico insediamento stabile di gruppi di umani nel territorio di Catignano risale al periodo Neolitico. A partire dagli anni ’60-’70 del Novecento una serie di ricognizioni e scavi archeologici, effettuati in località Ponte Rosso al km 39 della SS 602, portarono alla luce una ricca serie di reperti databili al VI-V millennio a.C.
In questo luogo, nei pressi di un rigoglioso corso d’acqua, gruppi di umani organizzarono un villaggio del quale restano interessantissime tracce, oggi visibili presso l’area archeologica. Sulla superficie del sito sono state rilevate cavità di varie forme che testimoniano le attività e l’organizzazione di vita di questi gruppi preistorici: capanne, fosse di combustione, pozzetti (silos) e sepolture.
Nell’area archeologica, inoltre, sono stati rinvenuti numerosi reperti che testimoniano delle abitudini quotidiane, delle prime forme culturali e di artigianato artistico elaborate da questi preistorici insediamenti umani. Si tratta soprattutto di vasi in ceramica figulina con elementi decorativi impressi o dipinti, oggetti d’uso domestico e qualche idoletto fittile in forme antropomorfe. Nel periodo protostorico e fino ai primi secoli d.C., tali comunità si spostarono occupando altre zone limitrofe all’attuale centro abitato. Probabilmente Catignano sorse sulle rovine dell’antica Cutina.
Secondo quanto riferito da Tito Livio nei suoi libri dedicati alla storia di Roma, Cutina risulterebbe essere stato uno dei centri più forti e tenaci del popolo dei Vestini. Insieme con Cingilia fu tra i centri che più a lungo resistettero all’occupazione dell’esercito romano, per questo intorno al IV secolo a.C. venne completamente distrutto e se ne persero così definitivamente le tracce. Il toponimo del paese durante il Medioevo si trasformò in Catenianum e Catigitanum, due termini che fanno riferimento alla parola “catena”. Tale riferimento potrebbe avere diverse spiegazioni tra cui quella più suggestiva ed evocativa di un luogo destinato alla deportazione e alla prigionia; oppure quella per cui la parola deriverebbe da catonius + anus con riferimento a un prediale, ovvero a una tassa sui terreni le cui dimensioni furono per secoli calcolate con l’utilizzo della catena, intesa quale antica misura di lunghezza e superficie, specialmente agraria.
Durante il Medioevo e soprattutto in epoca moderna, il paese rivestì sempre una certa rilevanza politica e sociale.
Del castrum medioevale non resta che qualche traccia nelle mura a scarpa e nella tipica distribuzione abitativa a cerchio del borgo fortificato, oggi identificato come via del Castello.
Secondo quanto riferito dal Chronicon del monastero di San Bartolomeo di Carpineto, nel 964 Rodelando di Penne donò al monastero un terreno presso Catuniano, dove sorgeva una piccola chiesa dedicata a S. Agnea; è possibile che si trattasse di un’antica ecclesia, forse dedicata a S. Agnese o a S. Anna, che potrebbe avere subito alterazioni linguistiche nelle trasmissioni scritte e orali.
Probabilmente il documento si riferisce all'attuale chiesa di S. Irene, già della Natività della Vergine, situata in Contrada Cappuccini.
L'edificio così come noi oggi lo vediamo venne realizzato dai Benedettini tra l’XI e il XII secolo, ed è uno splendido esempio di arte romanica abruzzese.
Nel 1090 il toponimo appare cambiato in Cateniano come è attestato in un contratto tra il vescovo di Penne Pampone e l'abate del monastero di San Bartolomeo di Carpineto, in cui il castello di Catignano è ceduto dal Vescovato all'Abbazia. Con l’arrivo degli Svevi in Abruzzo nel Duecento, per l’antico borgo si registrò un momento di crisi.
Dopo una rivolta ghibellina Mario Bruxerio, signore del castello di Catignano, venne imprigionato e il re Carlo d’Angiò ne ordinò la confisca dei beni; da questo momento il castello e le sue proprietà vennero frammentati e divisi tra diversi signori di Loreto. Nel XV secolo Alfonso d’Aragona concesse Catignano e tutti i suoi possedimenti al conte Battista Camponesco di L'Aquila. Nel 1469 il borgo venne acquistato, insieme con altri vicini, da Michele D’Afflitto, figlio di Luigi regio consigliere di Ferdinando I d’Aragona.
Durante l'invasione francese tra la fine del XVIII e l'inizio del XIX secolo, Catignano fu meta e rifugio per i briganti, molti dei quali uccisi dai francesi durante l’invasione nella città di Pianella nel 1806. Di questo periodo si hanno poche notizie perché durante la prima metà dell'Ottocento buona parte dell’archivio comunale venne distrutto da un violento incendio.
Prima della Legge n. 30 del 2 agosto 1806 con la quale il governo francese avviò il definitivo processo di abolizione della feudalità, il Comune di Catignano risultava essere una terra baronale sottoposta al controllo del Duca di Alanno Michele Bassi. Nel 1807 quest'ultimo, un nobile filo francese al servizio del governo napoleonico, venne eletto Intendente in Capua. In quegli anni Catignano, per la sua congeniale posizione geografica divenne Capoluogo del Circondario dell’allora provincia di Teramo. Ivi quindi ebbe sede, dal 1811 al 1817 il Giuducato di Pace, che sostituì i Governatori e i Baiuli nella giurisdizione locale.

### Simboli
Lo stemma e il gonfalone sono stati concessi con decreto del presidente della Repubblica del 20 dicembre 1996.
Il gonfalone è un drappo di giallo.

## Monumenti e luoghi d'interesse

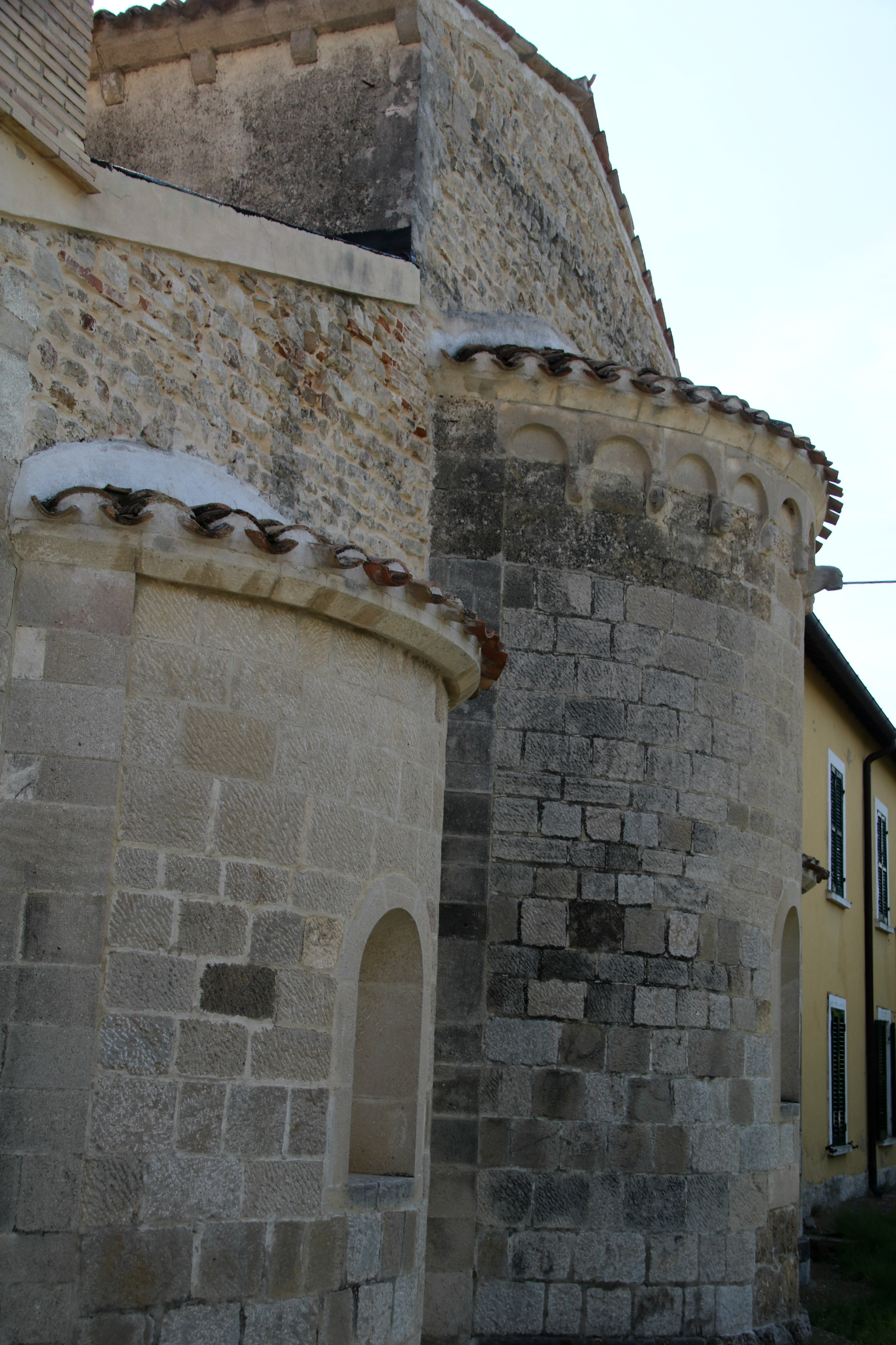
Absidi della chiesa di Sant'Irene

### Architetture religiose
Convento di Santa Irene e della Natività
Il convento fu possedimento dei Cappuccini nel Medioevo e oggi si è conservato nelle forme originali. La chiesa, costruita nel corso dell'XI secolo dai Benedettini e di cui si ha menzione nel 1090 come pieve intitolata a Santa Maria di Cateniano, ha facciata a capanna con rosone e portale con lunetta. Il campanile è a vela e è separato dalla chiesa, sorgente su un piedistallo. Il retro ha tre absidi. Sul fianco destro della chiesa sorge un palazzetto come rifugio dei frati e dei pellegrini.
Chiesa parrocchiale di San Giovanni Battista
Rimaneggiata nel XVIII secolo, ha una facciata del 1795 bipartita in due settori. Quello centrale ha il finestrone e un piccolo orologio. Il portale è decorato da un architrave con due angeli.
L'interno a navata unica ha stucchi di colore giallo canarino. La volta è suddivisa da affreschi riguardanti la vita del santo.

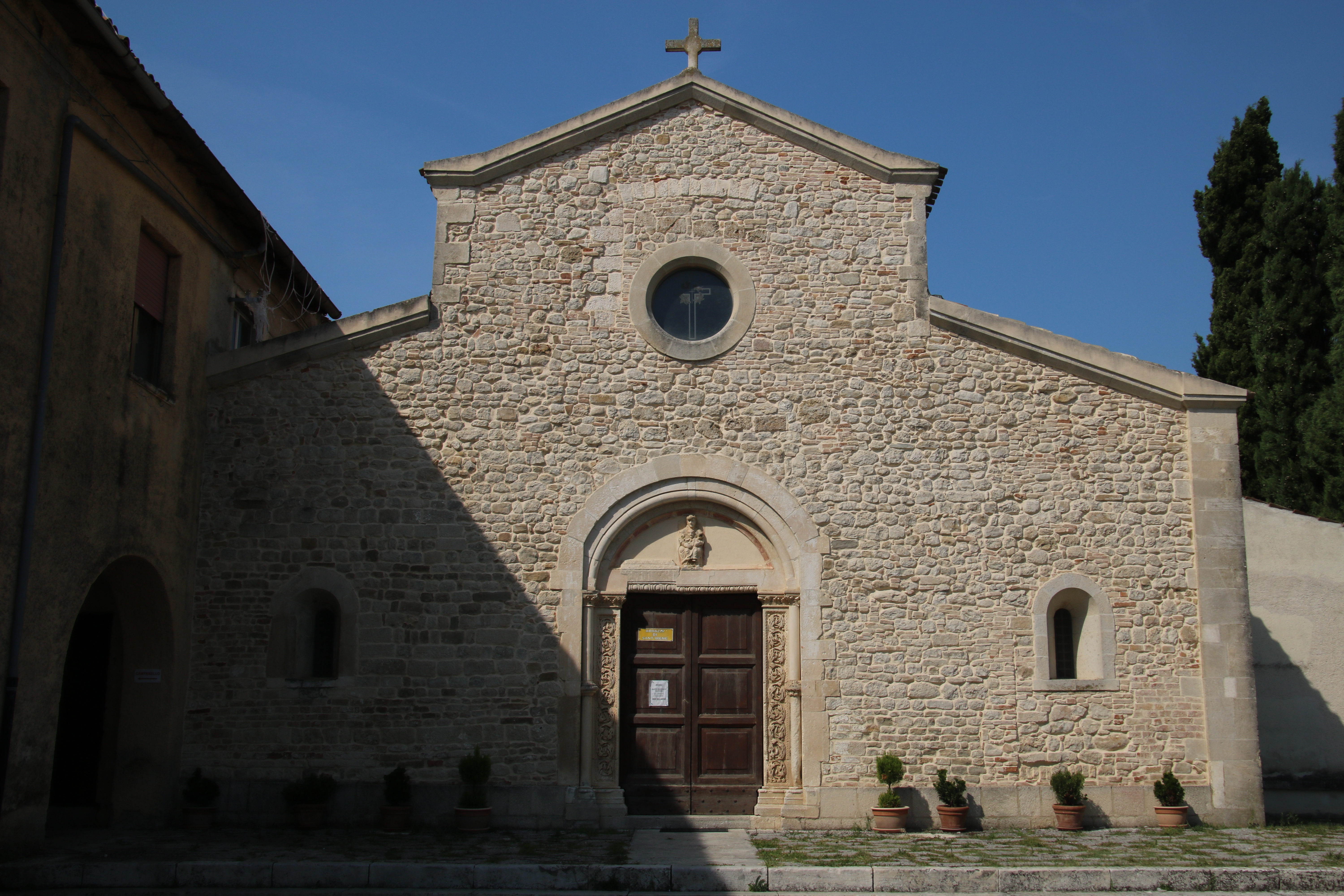
Convento di Sant'Irene

### Siti archeologici
Area archeologica di Catignano
Nel sito archeologico sono stati ritrovati resti di un importante centro abitato del Neolitico.

## Società

### Evoluzione demografica
Abitanti censiti

## Amministrazione
| Periodo        | Periodo        | Primo cittadino     | Partito                                                              | Carica  | Note          |
| -------------- | -------------- | ------------------- | -------------------------------------------------------------------- | ------- | ------------- |
| 23 aprile 1995 | 12 giugno 2004 | Carlo Colaiocco     | Lista civica di centro-sinistra (1995-1999) Lista civica (1999-2004) | Sindaco | [ 10 ] [ 11 ] |
| 13 giugno 2004 | 25 maggio 2014 | Francesco Lattanzio | Lista civica Insieme per il futuro                                   | Sindaco | [ 12 ] [ 13 ] |
| 26 maggio 2014 | in carica      | Enrico Valentini    | Lista civica Memoria e futuro                                        | Sindaco | [ 14 ]        |

## Sport

### Calcio
Attualmente il paese gioca nel campionato di calcio regionale insieme al vicino Vicoli, prendendo il nome di Catignano Vicoli, militante in Seconda Categoria.